# Sita Ram Goel
Sita Ram Goel (Hindi: सीता राम गोयल, Sītā Rām Goyal; * 16. Oktober 1921; † 3. Dezember 2003 in Neu-Delhi) war ein hindu-nationalistischer indischer Autor und Gründer des Non-Profit Verlagshauses Voice of India.

## Leben
Goel wurde in einem Dorf im heute zum indischen Bundesstaat Haryana gehörenden Teil Punjabs geboren und studierte Geschichte (MA) an der Delhi University. Während seiner Studentenjahre war er Sozialaktivist. Er arbeitete für ein Harijan-Ashram in seinem Heimatdorf.
Während der Unruhen in Kalkutta 1946 („Great Calcutta Killing“) am 16. August 1946 entkamen er, seine Frau und sein Sohn nur knapp dem Tod. Diese religiösen Unruhen geschahen kurz vor der Teilung Indiens.
Sita Ram Goel war als Student stark vom Marxismus beeinflusst und überlegte ernsthaft, der Communist Party of India beizutreten. Später lernte er Ram Swarup kennen, der ihn stark beeinflusste.
Goel hat Bücher in Englisch und Hindi veröffentlicht. Darüber hinaus übersetzte er auch Werke von George Orwell und Plato ins Hindi.
Goel gilt als bekannter und bedeutender Kritiker monotheistischer Religionen in Indien und bezog oft kritisch Stellung zum Islam, zum Marxismus und zum Christentum, sowie zum liberalen Säkularismus im Stile Nehrus.  Diese Stellung machte ihn zu einem kontroversen Autoren. Goel selbst kritisierte Autoren wie Romila Thapar, denen er Geschichtsverfälschung und Marxismus vorwarf. Er selbst war Vertreter des Hindu-Nationalismus. Monotheistischen Religionen sprach er eine grundsätzliche Minderwertigkeit zu, politisch stand er noch rechts vom Rashtriya Swayamsevak Sang (RSS). Er vertrat die Vorstellung, dass die Arier nicht nach Indien eingewandert, sondern dort entstanden seien und von dort die anderen alten Hochkulturen unter Einschluss von Alt-Ägypten, China, Peru, Mexiko bestimmt hätten.
Im Jahr 1981 gründete er mit Ram Swarup das Non-Profit Verlagshaus Voice of India, das historische, religiöse und politische Werke vertreibt, die dem „Hindu-Triumphalismus“, also der Vorstellung einer grundsätzlichen Überlegenheit des Hinduismus gegenüber anderen, insbesondere „semitisch-monotheistischen“, Religionen zugerechnet werden können.

## Werke
- Hindu Society under Siege (1981, überarbeitet 1992)
- The Story of Islamic Imperialism in India (1982; zweite überarbeitete Ausgabe 1994)
- How I Became a Hindu (1982, erweitert 1993)
- Defence of Hindu Society (1983, überarbeitet 1987)
- The Emerging National Vision (1983)
- History of Heroic Hindu Resistance to Early Muslim Invaders (1984; 2001)
- Perversion of India’s Political Parlance (1984)
- Saikyularizm, Râshtradroha kâ Dûsrâ Nâm (englisch: „Secularism, another name for treason“, 1985)
- Papacy, Its Doctrine and History (1986)
- The Calcutta Quran Petition by Chandmal Chopra and Sita Ram Goel (1986, erweitert 1987 und erneut 1999)
- Muslim Separatism, Causes and Consequences (1987)
- Foreword to Catholic Ashrams, Adapting and Adopting Hindu Dharma (1988, erweitert 1994 mit neuem Untertitel: Sannyasins or Swindlers?)
- History of Hindu-Christian Encounters (1989, erweitert 1996)
- Hindu Temples – What Happened to Them (1990 vol.1; 1991 vol.2, erweitert 1993)
- Genesis and Growth of Nehruism (1993)
- Jesus Christ: An Artifice for Aggression (1994)
- Time for Stock-Taking (1997)
- Preface to the reprint of Mathilda Joslyn Gage: Woman, Church and State (1997, ca. 1880), (feministische Kritik am Christentum)
- Preface to Vindicated by Time: The Niyogi Committee Report (1998), ein Nachdruck des offiziellen Berichts der Missionarmethoden der Unterwanderung und Konvertierung (1955)